# Cao-čuang
Cao-čuang (čínsky pchin-jinem Zǎozhuāng, znaky 枣庄) je městská prefektura v Čínské lidové republice. Patří k provincii Šan-tung.
Celá prefektura má rozlohu 4 852 čtverečních kilometrů a v roce 2020 v ní žily téměř čtyři milióny obyvatel.

## Poloha
Cao-čuang leží ve Východní Číně na jižním okraji provincie Šan-tung. Hraničí na severu a na západě s Ťi-ningem, na východě s Lin-i a na jihu s provincií Ťiang-su.

## Administrativní členění
Městská prefektura Cao-čuang se člení na šest celků okresní úrovně, a sice pět městských obvodů a jeden městský okres.
| Š’-čung Süe-čcheng I-čcheng Tchaj-er-čuang Šan-tching městský okres · Tcheng-čou |          |                       |                    |                                  |
| Název                                                                            | Název    | Počet obyvatel (2020) | Rozloha km² (2020) | Hustota zalidnění (obyv. na km²) |
| český přepis                                                                     | znaky    | Počet obyvatel (2020) | Rozloha km² (2020) | Hustota zalidnění (obyv. na km²) |
| Městské obvody                                                                   |          |                       |                    |                                  |
| Š’-čung                                                                          | 市中区   | 613 015               | 373                | 1 645                            |
| Süe-čcheng                                                                       | 薛城区   | 593 590               | 511                | 1 161                            |
| I-čcheng                                                                         | 峄城区   | 362 524               | 636                | 570                              |
| Tchaj-er-čuang                                                                   | 台儿庄区 | 305 102               | 537                | 569                              |
| Šan-tching                                                                       | 山亭区   | 406 722               | 1 022              | 398                              |
| Městský okres                                                                    |          |                       |                    |                                  |
| Tcheng-čou                                                                       | 滕州市   | 1 574 648             | 1 493              | 1 055                            |
|                                                                                  |          |                       |                    |                                  |
| Celkem                                                                           | Celkem   | 3 855 601             | 4 572              | 843                              |

## Doprava
Je zde železniční stanice na vysokorychlostní trati Peking – Šanghaj.

## Slavné osobnosti
- Lu Pan (507–440 př. n. l.) - čínský tesař, filosof a vynálezce
- Mocius (470–391 př. n. l.) - čínský filosof z období válčících států